# Зворотна психологія
Зворотна психологія (реверсивна психологія) — термін, що описує психологічний феномен, при якому виховання, пропаганда або схилення до певної дії викликає реакцію — прямо протилежну передбачуваної (опозиція або протидія). Зазвичай, присутність реверсивної психології проявляється у скоєнні дій, які перебувають під явною забороною чи суперечать загальноприйнятим нормам. Найчастіше така поведінка є показовим виразом протесту та відкритої незгоди із забороною.
Ця техніка спирається на психологічний феномен реактивності, при якому людина негативно реагує емоційно на переконання, і таким чином обирає варіант, проти якого виступає.   Це може особливо добре працювати на людині, яка є стійкою від природи, тоді як прямі запити найкраще підходять для людей, які поступаються вимогам.[2] Людина, якою маніпулюють, зазвичай не усвідомлює, що відбувається насправді.  
Особливість в тому, що робиться це шляхом провокації, маніпуляції, коли індивід виконує доручення навпаки, але в підсумку виявляється, що саме такої реакції від нього і чекали. 

## Коротка характеристика
Цей феномен покладено в основу реверсивної теорії мотивації, створеної Майклом Аптером. На думку Аптера та його колег, мотивація не є прагненням до ослаблення напруженості, а загалом визначається чотирма парами мета-мотиваційних станів — саме вони зазвичай задають стійкі форми мотивації. Ці пари протилежних, несумісних станів, у тому числі у будь-який заданий час у психіці може бути активним лише одне. Наприклад, у групі людина може прагнути бути: або незалежною, або приєднатися до інших. Також вона має вибір: зосередитися на станах і переживаннях оточуючих або — на своїх власних. Зрештою, саме з такого дихотомічного вибору в кожен окремий момент між видимими протилежностями і складається вся поведінка людини в цілому.
Реверсивна теорія відома також під назвою теорії станів, що перемежовуються. Людська мотивація в контексті реверсивної психології пояснюється як ланцюжок переходів, що перемежовуються, від одного з двох полюсних станів — до іншого. У певному сенсі зворотна психологія може вважатися наслідком шизоїдної позиції, коли вибір між протилежними станами стає надцінним і утворює основу мотивації та активної поведінки особистості.

## Зворотна психологія як маніпулятивний прийом
Дія зворотної психології як маніпулятивного прийому ґрунтується на двох головних складових.
По-перше, формально вона залишає тому, на який спрямована, свободу вибору. Людина наче сама приймає рішення (вчинити так, як потрібно маніпулятору). Це допомагає приховати сам факт маніпуляції, а також уникнути «реципієнта» відторгнення від того, що йому нав'язується чужа думка. По-друге, формально людину підштовхують до протилежного рішення, і у певних ситуаціях саме це виступає чудовим стимулом зробити те, що нібито пропонують не робити (або не зробити те, про що нібито просять).
Один із класичних прикладів: продавці-консультанти, які кажуть приблизно таке: «Цей товар занадто дорогий, ви не зможете собі його дозволити. Давайте подивимося дешевші варіанти». Розрахунок йде на те, що зачеплене самолюбство покупця змусить його відповісти: «Ні, покажіть дорогий товар» — і придбати саме його, щоб довести свою платоспроможність (у очах, в очах продавця, інших покупців тощо).
Звичайно, щоб зворотна психологія, як маніпулятивний засіб працювала, її треба використовувати у правильних ситуаціях та на «правильних» людях.

### Зворотна психологія в психотерапії
У психотерапії реверсивна психологія зветься «парадоксальна інтервенція» (термін «реверсивна психологія» виник під впливом медіа). У парадоксальній інтервенції терапевт каже клієнту поводитися саме так, як клієнту найбільше хочеться.  Наприклад, якщо клієнт хоче подолати прокрастинацію, терапевт пропонує йому прокрастинувати одну годину на день. Сенс у тому, що це допоможе клієнту сфокусуватися на поведінці та її можливих наслідках та дозволити йому побачити, що поведінка – явище добровільне і тому контрольоване.
Є певні сумніви щодо етичності парадоксальної інтервенції у виконанні професіонала. Іноді проблема пацієнта може являти собою страх або біль, і в цьому випадку просити пацієнта навмисно створити цей стан не є допустимим.

### Зворотна психологія в маркетингу
Зворотна психологія в маркетингу набирає популярності серед магазинів високого класу. Прикладом може слугувати магазин Prada на Мангеттені. 
У магазині немає зовнішніх вивісок. Немає нічого, що вказує на те, що це навіть магазин, не кажучи вже про його престижність магазин. Це створює ілюзію, що вони не намагаються продати тільки тому, хто йде з вулиці. Ви повинні знати, що магазин знаходиться саме там, або ви можете його пропустити. Це підсилює його містичність і почуття винятковості. Споживачі, які можуть почувати себе некомфортно, якщо їх виключити, з більшою ймовірністю відвідають магазин та зроблять покупку.

### Зворотна психологія серед дітей
Сьюзен Фавлер, автор, пише: «Бережіться, що такі стратегії [зворотної психології] можуть мати негативні наслідки. Діти можуть відчувати маніпуляції за милю». Натомість вона рекомендує давати приклад.
Професор психології Джон Готтман радить не використовувати зворотну психологію для підлітків, припускаючи, що вони повстануть, заявляючи, що «такі стратегії заплутані, маніпулятивні, нечесні, і вони рідко працюють». 
Зворотна психологія часто використовується для дітей через їх високу схильність реагувати реакцією, бажання відновити загрозливу свободу дій. Деякі батьки вважають, що найкращою стратегією іноді є зворотна психологія: говорити дітям залишатися вдома, коли ви дійсно хочете, щоб вони вийшли на вулицю і пограли. Однак виникають запитання щодо такого підходу, коли він є таким. є більше, ніж просто інструментальним, у тому сенсі, що «зворотна психологія передбачає розумне маніпулювання дитиною, що погано поводиться», і нічого більше.

### Зворотна психологія в батьківстві[9]
Кожен, хто має дітей, напевно нерідко використовує відчував цей метод у відносинах із нею. Діти дуже часто роблять протилежне тому, що від них хочуть батьки. І як багато хто з нас, вони не люблять, коли їм вказують, що робити.
Часто уявлення дитини про те, що є правильним, може суперечити їхнім найкращим інтересам. Коли це стається, може виникнути боротьба між батьками і дитиною.
Для вирішення цієї проблеми батьки використовують зворотну психологію, щоб спонукати дитину вибрати те, що для них найкраще. Прикладом цього є те, коли дитина не хоче їсти здорову їжу. Батьки можуть вимагати, щоб вони їли моркву, але дитина може відчути супротив, коли змушена робити щось, чого не хоче робити. Однак, якщо батьки кажуть, що морква в холодильнику призначена для батьків, і діти не можуть її їсти, дитина може їсти моркву із задоволенням, не відчуваючи ніякого супротиву.
В одному експерименті 2-річним малюкам заборонили грати з певною іграшкою. І ось їм раптово дуже знадобилося грати саме з нею. Дітей старшого віку попросили вибрати будь-яку картинку з п'яти, але відразу після цього повідомили, що одну з них вибирати не можна. І що зрештою? Заборонена картинка терміново знадобилася всім. Інші дослідження також показали, що спеціальні знаки, що застерігають, робили предмет дуже привабливим для дітей — наприклад, ті, які з'являються на екрані під час телешоу
Отже, у чому суть? Батьки можуть використовувати реверсивну психологію, щоб не дозволити природному прагненню дітей до незалежності перешкодити їх розумним бажанням. Але батьки мають робити це відповідально та вибірково. Якщо ви станете застосовувати реверсивну психологію дуже часто, вона стане звичною і перестане працювати. Ваші діти сприйматимуть вас як маніпулятора, що, звичайно ж, не дуже добре.
З підлітками добре працює підхід, коли ви надаєте їм зробити вибір. Наприклад, якщо ваша 16-річна дитина хоче піти на якийсь підозрілий захід, скажіть йому чи їй, що ви не можете змусити його залишитися вдома, навіть якщо вам здається, що там може бути небезпечно. Тож доведеться самому вирішити, як розумніше вчинити. Таким чином, ви успішно складете з себе повноваження, і в результаті дитина може навіть послухатись вашої поради..

### Зворотна психологія в навчанні
Часто вчителі використовують зворотну психологію, щоб зацікавити своїх учнів важкими предметами. При правильному використанні це може мати дуже позитивні результати. Наприклад, вчитель, який хоче, щоб учні прочитали важку книгу, може отримати кращий результат, натякаючи, що книга занадто складна для учнів. Щоб довести вчителю, що він є неправим, учні спробують знайти цю книгу і прочитати її. Однак, якби вчитель просто запропонував їм її прочитати, мало хто зробив би це.

### Зворотна психологія у відносинах
Деякі люди цінують речі чи людей більше, якщо ці речі чи люди для них недоступні або прикидаються недоступними: вони хочуть того, чого не можуть мати. Однак емоційна недоступність для свого партнера може зашкодити здоров’ю довготривалих романтичних стосунків.

## Як використовувати зворотню (реверсивну) психологію в стосунках із близькими та знайомими
Цей прийом ефективний лише за умови правильного застосування. 

### 1.Коли застосовувати
Насамперед важливо, щоб використання реверсивної психології залишилося непоміченим. Мабуть, це найголовніший принцип. Якщо ваша маніпуляція не вдасться, але не буде виявлена, ви завжди зможете спробувати ще щось. Якщо ж вас «розкриють», діяти далі буде набагато складніше, і є шанс, що довіра до вас та ваших слів у принципі значно знизиться. Тому спочатку експериментуйте дуже акуратно.Також важливо не переборщувати з використанням цього способу. А якщо ні, то він просто перестане працювати на тих, до кого ви занадто часто його застосовуєте (але тут є свої винятки).

### 2.На кому застосовувати
Наперед визначте, на кому з вашого оточення реверсивна психологія швидше спрацює, а на кому навіть не варто спробувати. Подумайте, в яких ситуаціях цей прийом був би доцільний і як часто виникають такі ситуації. Наприклад, хорошим кандидатом стане підліток, з яким вам так чи інакше треба взаємодіяти, але з яким ви часто сперечаєтесь (тобто для ваших відносин часті ситуації, коли його захльостують емоції, а отже, критичне сприйняття йде на другий план).
Є варіанти, коли реверсивна психологія тисне на емоції, але не запалу сварки. Наприклад, ви можете сказати: «Коханий, я зовсім не ображаюся, що ти досі не повісив картину. Не хвилюйся, я потім сама повішу». Головна умова – у ваших словах не має бути навіть натяку на сарказм чи уїдливість (і вжита ця фраза має бути доречною). Просто позначте намір: ви знімаєте це завдання з хлопця та берете його на себе. Великий шанс, що таким чином ви й нагадаєте про картину, і запропонуйте рішення, як діяти.
Звісно, хтось лише зрадіє, що може викреслити картину зі списку справ. Інших же почне гризти совість, і вони «вирішують», що справді – час уже взятися і самому повісити цю картину. Якщо ваш хлопець належить до другої категорії, то має сенс використовувати реверсивну психологію. Якщо ж йдеться про людину першого типу, то після таких слів вам точно доведеться займатися картиною самій.

### 3.Як застосовувати
Перші спроби використовувати реверсивну психологію в побуті повинні показати вам, наскільки добре це виходить, чи правильно ви визначили людей і ситуації, коли вона може спрацювати. Як використовувати реверсивну психологію в побуті? Надалі, з практикою, ви зможете виправити наявні недоліки або перекоси, якщо вони є, відточити майстерність. Однак повторимося, що застосовувати цей засіб варто час від часу, коли ви розумієте, що він ефективніший, ніж інші способи переконання, в першу чергу неманіпулятивні.
Відомо, що маніпулятори (в даному випадку йдеться про тих, хто маніпулює на свідомому рівні) є певним типом особистості. Якщо ви вважаєте, що у вас дуже мало характеристик цього типажу, це не ще означає, що ви не можете використовувати маніпулятивні застосування. Можливо, вам просто варто попрацювати над собою, зокрема навчитися краще прораховувати реакцію інших людей на ваші слова, читати їхні емоції. Допомогти в цьому зможуть книги та статті, щодо розвитку емоційного та соціального інтелекту. Ці навички стануть у нагоді не тільки для використання засобів реверсивної психології і зайвими точно не будуть.

## Як опанувати мистецтво зворотної психології до добра, а не до зла?
Ви колись відчували, що вас обманюють, роблячи щось проти вашої волі?
Ваш друг колись переконував вас зробити те, що ви сказали, що не хочете робити?
Ваша мати коли-небудь змушувала вас прибирати свою кімнату, навіть після того, як ви поклялися, що не зробите цього?
Це, мабуть, сила реверсивної психології у роботі!
Зворотна психологія - це той процес, який багато людей використовують, щоб переконати когось зробити щось манівцем.
На жаль, не вся реверсивна психологія є позитивною.

### Перший крок
Якщо ви хочете переконати когось прийняти вашу точку зору або погодитись на певну діяльність, ви починаєте з того, що сієте насіння вибору.
Ви пропонуєте варіанти того, що ви хочете, щоб вони зробили. Скажімо, наприклад, що ви хочете переконати свого чоловіка поїхати на море до круїзу цього літа, а він хоче відвідати своїх батьків з іншого міста.
Хоча це звучить чудово, ви дійсно хочете отримати круту засмагу і вам зовсім не хочеться міняти її на відпустку з його батьками.Запропонуйте кілька речей, які ви могли б зробити, відвідуючи батьків свого чоловіка, а потім поділіться деякими ідеями про круїз. Завжди краще говорити в майбутньому при використанні зворотної психології, тому що тоді це буде деякий час сидіти в мозку іншої людини.

### Крок другий
Переглянути ідею кілька разів. Задайте питання про варіанти, які ви представили, та відчуйте, що відчуває ваш чоловік з приводу поїздки на південь.
Поговоріть про друзів, які вирушили в круїзи, і подивіться на фотографії в місці, де ваш чоловік може побачити, як ви дивитеся на своїх друзів, які чудово проводять час. Поговоріть у майбутньому про те, як ви не можете чекати, щоб вирушити в круїз. Потім напишіть тонкі натяки про те, що це не коштує більше грошей, ніж відвідування батьків вашого чоловіка.

### Крок третій
Почніть пропонувати вибір у режимі реального часу. Запитайте свого чоловіка, як би він хотів провести час у відпустці, коли ви представили всі цікаві речі, які ви можете зробити в круїзі.
Далі, ви могли б сказати, що ви дійсно не думаєте, що круїз - найкраще використання ваших грошей прямо зараз, і тоді ви раптом виявите, що ваш чоловік підходить до цієї ідеї самостійно!
Він почне думати, що може сидіти у вітальні батьків протягом двох тижнів або вирушити до круїзу на морі!
Якщо ви почнете говорити щось на кшталт: «Найкраще провести час із вашими батьками», тоді він почне переосмислювати цю перспективу та переглядати альтернативний варіант: круїз.

### Крок четвертий
Якщо він раптом скаже, що хоче вирушити до круїзу, продовжуйте наполягати на тому, щоб відвідати його батьків.
Це підтверджує той факт, що він дійсно хоче вирушити до круїзу, і тоді ви не схожі на шкоду, яка заважає коханому чоловікові їхати до батьків. Несподівано, все це стає схоже на його ідею, і він виступає за круїз сильніше, ніж ви. Перемога!
Так що наступного разу, коли ви захочете виграти суперечку, вирушити в круїз, спробуйте використати зворотну психологію, щоб отримати те, що ви хочете. Пам'ятайте, що не використовуйте цю навичку для заподіяння шкоди людям. Іноді просто потрібно трохи більше часу, щоб побачити те, що ви хочете і зрозуміти це. Продовжуйте так само, і з часом ви зможете змусити людей стати на ваш бік і дати вам те, що ви хочете.

## Як не попастися на хитрощі реверсивної психології
Головна порада щодо того, як самому протистояти реверсивній психології, проста і складна одночасно. Дуже важливо контролювати емоції та вміти зупинятися, якщо ви відчуваєте, що приймаєте саме на їх основі ті рішення, які мали б прийматись виходячи з логічної оцінки ситуації, критичного підходу тощо. З цим вам також може допомогти розвиток соціального та емоційного стану.
І ще одна ремарка: якщо ви вирішили, що на вас застосовують методи маніпуляцій, не поспішайте одразу звинувачувати людину в маніпуляціях. Іноді подібні процеси відбуваються абсолютно несвідомо, причому з обох боків. Але й зовсім упускати такі випадки з виду також не варто – як із свідомими, так і несвідомими маніпуляторами краще бути обережними, поки вони не завантажили вас своїми проблемами та не переклали свої завдання у занадто великому обсязі.

## Дослідження Теодора Адорно та Макса Горкгаймер
Теодор Адорно та Макс Горкгаймер охарактеризували ефект індустрії культури як «психоаналіз у зворотному напрямку». Їхній аналіз розпочався з діалектики, яка діяла в Німеччині, коли спадкоємці романтичного руху стали шукачами «Сили через радість», лише щоб їхній рух кооптував поєднанням ЗМІ та націонал-соціалізмом. Сучасний приклад починається з буму «фітнесу та бігу» у Сполучених Штатах у 1970-х роках. «Захоплення бігом» на Бостонському марафоні та в Каліфорнії, діалектично, полягало в тезі про те, що не потрібно бути «Роккі» у спітнілому спортзалі, щоб бути фізично здоровим, і що прийняття тіла було ключем до ефективного аеробного тренування. Культурна індустрія відповіла на цю тезу великими рекламними кампаніями від Calvin Klein та інших, використовуючи зображення винятково тонованих моделей. Люди порівнювали себе з цими моделями, що створювало відчуття конкуренції, і багато старшокласників уникали пробіжок через сором тіла.
Культурна промисловість масово виробляє стандартизований матеріал. Це не було б небезпечно, якби матеріал був безглуздим, але він часто пропонує і зміцнює ідеали та норми, що представляють неявну критику тих, хто не збігається. Емпіричні дослідження показують, що продукти масової культури можуть знизити впевненість і самооцінку, а також викликати приниження серед чоловіків і жінок, чиї особливі характеристики виходять за межі нормованого діапазону зовнішності, поведінки, релігії, етнічної приналежності тощо. Так само реклама часто прагне створити потребу купуйте, показуючи відмінності між реальними та ідеальними ситуаціями. Намір зазвичай полягає в тому, щоб викликати невдоволення нинішньою ситуацією та викликати очікування задоволення через придбання продуктів, які перетворять фактичну реальність в ідеалізовану реальність. Отже, якщо група однолітків купує, всі ті, хто не може дозволити собі продукти, відчуватимуть додаткове нещастя та розчарування, поки вони врешті не приєднаються до групи. Таким чином, іноді процес відстоювання одного результату має на меті призвести до протилежного результату як мотивації до покупки.
Однак найчастіше причина і наслідок є ненавмисними. Марксистська логіка, застосована до індустрії культури, вказує на те, що це сама по собі діалектика, в якій зниження норми прибутку і зростання витрат змушують інвесторів хвилюватися про «певні речі». Повторення виграшних формул і стереотипів створюють продукти з найменшим загальним знаменником з найменшими витратами. Але чим менш креативний внесок, тим більша ймовірність того, що ролі будуть розподілені таким чином, щоб відповідати, а не кидати виклик загальним упередженням, які можуть ненавмисно (чи цілком навмисно) зашкодити пошані людей із маргінальних груп. 

## Приклади
- Яскравим прикладом реверсивної психології є епізод із книги «Пригоди Тома Сойєра»: не бажаючи білити паркан, Том переконує своїх друзів та приятелів у тому, що білити паркани — дуже приємне заняття, і ті починають платити йому речами за можливість попрацювати пензлем.
- У мультсеріалі «Аладдін» головний герой переконує джина звільнити його з печери, не використовуючи жодного з трьох бажань.
- Класичними прикладами зворотної психології в популярній культурі є велика яскраво-червона кнопка з табличкою поруч із написом «Не штовхай» або табличкою «Стрибай на свій страх і ризик».
- Є численні приклади зворотної психології в художній літературі, кіно та мультфільмах, включаючи «Юлій Цезар» Вільяма Шекспіра, де Марк Антоній використовує зворотну психологію, щоб змусити городян спричинити заворушення. Марк Антоній прикидається, що стоїть на боці Брута, хваливши його вчинки, які призвели до вбивства Цезаря, насправді розпалюючи гнів натовпу.[14]
- У «Барильце амонтильядо» Едгара Аллана По Монтрезор використовує зворотну психологію, щоб переконати Фортунато увійти до його сховищ.[9] Він каже, що Фортунато занадто втомився, і йому слід трохи відпочити, і що він повинен знайти когось іншого, щоб допомогти йому вирішити проблему дегустації вина. Монтрезор знав, що Фортунато не погодиться, і наполягав на тому, щоб увійти до сховища, що привело його до смерті шляхом укриття.